# Swiss Indoors 2000 - Qualificazioni singolare
Le qualificazioni del singolare allo Swiss Indoors 2000 sono state un torneo di tennis preliminare per accedere alla fase finale della manifestazione. I vincitori dell'ultimo turno sono entrati di diritto nel tabellone principale. In caso di ritiro di uno o più giocatori aventi diritto a questi sono subentrati i lucky loser, ossia i giocatori che hanno perso nell'ultimo turno ma che avevano una classifica più alta rispetto agli altri partecipanti che avevano comunque perso nel turno finale.
Le qualificazioni del torneo Swiss Indoors 2000 prevedevano 32 partecipanti di cui 4 sono entrati nel tabellone principale.

## Teste di serie
1. Davide Sanguinetti (Qualificato)
2. Ivan Ljubičić (primo turno)
3. Stéphane Huet (ultimo turno)
4. Christian Vinck (primo turno)

1. Cyril Saulnier (Qualificato)
2. Tomáš Zíb (primo turno)
3. Nikolaj Davydenko (ultimo turno)
4. Tommy Robredo (Qualificato)

## Qualificati
1. Davide Sanguinetti
2. Tommy Robredo

1. Cyril Saulnier
2. Nicolas Thomann

## Tabellone

### Legenda
| - Q = Qualificato - WC = Wild card - LL = Lucky loser | - ALT = Alternate - SE = Special Exempt - PR = Protected Ranking | - w/o = Walkover - r = Ritirato - d = Squalificato |

### Sezione 1
|  | Primo turno       | Primo turno        | Primo turno        | Primo turno | Primo turno |  |  | Secondo turno | Secondo turno      | Secondo turno      | Secondo turno     | Secondo turno |   |   | Ultimo turno | Ultimo turno       | Ultimo turno | Ultimo turno | Ultimo turno |  |
|  |                   |                    |                    |             |             |  |  |               |                    |                    |                   |               |   |   |              |                    |              |              |              |  |
|  | 1                 | Davide Sanguinetti | 3                  | 6           | 6           |  |  |               |                    |                    |                   |               |   |   |              |                    |              |              |              |  |
|  |                   | Bernard Parun      | 6                  | 3           | 3           |  |  | 1             | Davide Sanguinetti | Davide Sanguinetti | 6                 | 6             |   |   |              |                    |              |              |              |  |
|  | Barry Cowan       | Barry Cowan        | Barry Cowan        | 6           | 7           |  |  |               | Barry Cowan        | Barry Cowan        | 3                 | 3             |   |   |              |                    |              |              |              |  |
|  | Daniele Bracciali | Daniele Bracciali  | Daniele Bracciali  | 3           | 5           |  |  |               |                    |                    |                   |               |   |   | 1            | Davide Sanguinetti | 4            | 6            | 6            |  |
|  | Alex O'Brien      | Alex O'Brien       | 4                  | 7           | 6           |  |  |               |                    | 7                  | Nikolaj Davydenko | 6             | 0 | 3 |              |                    |              |              |              |  |
|  | Andy Fahlke       | Andy Fahlke        | 6                  | 64          | 2           |  |  |               | Alex O'Brien       | Alex O'Brien       | 1                 | 4             |   |   |              |                    |              |              |              |  |
|  | 7                 | Nikolaj Davydenko  | Nikolaj Davydenko  | 6           | 7           |  |  | 7             | Nikolaj Davydenko  | Nikolaj Davydenko  | 6                 | 6             |   |   |              |                    |              |              |              |  |
|  |                   | Paul-Henri Mathieu | Paul-Henri Mathieu | 4           | 5           |  |  |               |                    |                    |                   |               |   |   |              |                    |              |              |              |  |

### Sezione 2
|  | Primo turno   | Primo turno            | Primo turno            | Primo turno | Primo turno |  |  | Secondo turno          | Secondo turno          | Secondo turno | Secondo turno | Secondo turno |    |   | Ultimo turno | Ultimo turno           | Ultimo turno | Ultimo turno | Ultimo turno |  |
|  |               |                        |                        |             |             |  |  |                        |                        |               |               |               |    |   |              |                        |              |              |              |  |
|  |               | Jean-François Bachelot | Jean-François Bachelot | 6           | 6           |  |  |                        |                        |               |               |               |    |   |              |                        |              |              |              |  |
|  | 2             | Ivan Ljubičić          | Ivan Ljubičić          | 2           | 4           |  |  | Jean-François Bachelot | Jean-François Bachelot | 6             | 3             | 6             |    |   |              |                        |              |              |              |  |
|  | Lionel Roux   | Lionel Roux            | Lionel Roux            | 7           | 6           |  |  | Lionel Roux            | Lionel Roux            | 2             | 6             | 3             |    |   |              |                        |              |              |              |  |
|  | Elia Grossi   | Elia Grossi            | Elia Grossi            | 64          | 2           |  |  |                        |                        |               |               |               |    |   |              | Jean-François Bachelot | 5            | 7            | 65           |  |
|  | Petr Luxa     | Petr Luxa              | Petr Luxa              | 6           | 6           |  |  |                        |                        | 8             | Tommy Robredo | 7             | 63 | 7 |              |                        |              |              |              |  |
|  | Rogier Wassen | Rogier Wassen          | Rogier Wassen          | 4           | 4           |  |  |                        | Petr Luxa              | 6             | 5             | 6             |    |   |              |                        |              |              |              |  |
|  | 8             | Tommy Robredo          | Tommy Robredo          | 6           | 7           |  |  | 8                      | Tommy Robredo          | 3             | 7             | 7             |    |   |              |                        |              |              |              |  |
|  |               | Jean-Claude Scherrer   | Jean-Claude Scherrer   | 2           | 6(0)        |  |  |                        |                        |               |               |               |    |   |              |                        |              |              |              |  |

### Sezione 3
|  | Primo turno       | Primo turno       | Primo turno       | Primo turno | Primo turno |  |  | Secondo turno | Secondo turno     | Secondo turno | Secondo turno  | Secondo turno  |   |   | Ultimo turno | Ultimo turno  | Ultimo turno  | Ultimo turno | Ultimo turno |  |
|  |                   |                   |                   |             |             |  |  |               |                   |               |                |                |   |   |              |               |               |              |              |  |
|  | 3                 | Stéphane Huet     | Stéphane Huet     | 6           | 6           |  |  |               |                   |               |                |                |   |   |              |               |               |              |              |  |
|  |                   | Robin Vik         | Robin Vik         | 2           | 2           |  |  | 3             | Stéphane Huet     | 3             | 7              | 6              |   |   |              |               |               |              |              |  |
|  | Jean-René Lisnard | Jean-René Lisnard | Jean-René Lisnard | 6           | 6           |  |  |               | Jean-René Lisnard | 6             | 5              | 3              |   |   |              |               |               |              |              |  |
|  | Nicolas Mahut     | Nicolas Mahut     | Nicolas Mahut     | 2           | 3           |  |  |               |                   |               |                |                |   |   | 3            | Stéphane Huet | Stéphane Huet | 5            | 5            |  |
|  | Michaël Llodra    | Michaël Llodra    | 4                 | 7           | 6           |  |  |               |                   | 5             | Cyril Saulnier | Cyril Saulnier | 7 | 7 |              |               |               |              |              |  |
|  | Yves Allegro      | Yves Allegro      | 6                 | 65          | 2           |  |  |               | Michaël Llodra    | 6             | 62             | 2              |   |   |              |               |               |              |              |  |
|  | 5                 | Cyril Saulnier    | Cyril Saulnier    | 6           | 6           |  |  | 5             | Cyril Saulnier    | 4             | 7              | 6              |   |   |              |               |               |              |              |  |
|  |                   | Stefano Tarallo   | Stefano Tarallo   | 2           | 4           |  |  |               |                   |               |                |                |   |   |              |               |               |              |              |  |

### Sezione 4
|  | Primo turno     | Primo turno         | Primo turno         | Primo turno | Primo turno |  |  | Secondo turno       | Secondo turno       | Secondo turno   | Secondo turno   | Secondo turno   |   |   | Ultimo turno | Ultimo turno | Ultimo turno | Ultimo turno | Ultimo turno |  |
|  |                 |                     |                     |             |             |  |  |                     |                     |                 |                 |                 |   |   |              |              |              |              |              |  |
|  |                 | Marc-Kevin Goellner | Marc-Kevin Goellner | 6           | 6           |  |  |                     |                     |                 |                 |                 |   |   |              |              |              |              |              |  |
|  | 4               | Christian Vinck     | Christian Vinck     | 2           | 4           |  |  | Marc-Kevin Goellner | Marc-Kevin Goellner | 5               | 7               | 3               |   |   |              |              |              |              |              |  |
|  | Renzo Furlan    | Renzo Furlan        | 4                   | 6           | 6           |  |  | Renzo Furlan        | Renzo Furlan        | 7               | 65              | 6               |   |   |              |              |              |              |              |  |
|  | Ivo Heuberger   | Ivo Heuberger       | 6                   | 2           | 3           |  |  |                     |                     |                 |                 |                 |   |   | Renzo Furlan | Renzo Furlan | Renzo Furlan | 3            | 3            |  |
|  | Nicolas Thomann | Nicolas Thomann     | Nicolas Thomann     | 6           | 6           |  |  |                     |                     | Nicolas Thomann | Nicolas Thomann | Nicolas Thomann | 6 | 6 |              |              |              |              |              |  |
|  | Jamie Delgado   | Jamie Delgado       | Jamie Delgado       | 4           | 4           |  |  | Nicolas Thomann     | Nicolas Thomann     | Nicolas Thomann | 6               | 6               |   |   |              |              |              |              |              |  |
|  |                 | Lorenzo Manta       | Lorenzo Manta       | 6           | 6           |  |  | Lorenzo Manta       | Lorenzo Manta       | Lorenzo Manta   | 3               | 4               |   |   |              |              |              |              |              |  |
|  | 6               | Tomáš Zíb           | Tomáš Zíb           | 3           | 3           |  |  |                     |                     |                 |                 |                 |   |   |              |              |              |              |              |  |